# Saint-Salvi-de-Carcavès
Saint-Salvi-de-Carcavès är en kommun i departementet Tarn i regionen Occitanien i södra Frankrike. Kommunen ligger i kantonen Vabre som tillhör arrondissementet Castres. År 2022 hade Saint-Salvi-de-Carcavès 78 invånare.

## Befolkningsutveckling
Antalet invånare i kommunen Saint-Salvi-de-Carcavès
| Referens: INSEE |